# Tobe (Ehime)
El Pueblo de Tobe (砥部町 Tobe-chō?) es un pueblo del Distrito de Iyo en la Región de Chuyo de la Prefectura de Ehime. 

## Características
Se encuentra situada en la zona central de la Prefectura y está separada de la Ciudad de Matsuyama por el Río Shigenobu. Ocupa la zona sur de la Llanura de Dogo, pero hacia el sur se presenta una zona montañosa. Justamente, la absorbida Villa de Hirota corresponde a esta zona a la que se accede tras atravesar el Paso de Uebi (上尾峠 Uebi-tōge?).
Los principales montes son el Shoji (障子山 Shōji-yama?) de 885 m y el Gyodo (行道山 Gyōdō-san?) de 403 m, ambos en el límite con la Ciudad de Iyo. Los ríos más importantes son el ya mencionado Río Shigenobu y uno de sus afluentes, el Río Tobe (砥部川 Tobe-gawa?).
Limita con las ciudades de Matsuyama e Iyo; y los pueblos de Masaki del Distrito de Iyo, Uchiko del Distrito de Kita y Kumakogen del Distrito de Kamiukena.
Es famosa por las porcelanas estilo "Tobe-yaki", que tienen una historia de más de 200 años. Está comunicada con la Ciudad de Matsuyama mediante la Ruta Nacional 33 y al tener muchos espacios verdes se está desarrollando como ciudad dormitorio de la misma.
Paralela al Río Tobe (砥部川 Tobe-gawa?) corre la Ruta Nacional 33, en torno a la cual se concentran los núcleos poblacionales. En la zona limítrofe norte con la Ciudad de Matsuyama se encuentran varias instalaciones recreativas, como el Zoológico de Tobe (とべ動物園 Tobe Dōbutsuen?) y el Parque Deportivo General Prefectural (県立総合運動公園 Kenritsu Sōgō Undō-kōen?).

## Historia
- 1889: Se crean las villas de Tobe (砥部村 Tobe-mura?) y Haramachi (原町村 Haramachi-mura?).
- 1928: el 10 de noviembre la Villa de Tobe pasa a ser el Pueblo de Tobe.
- 1955: el 31 de marzo el Pueblo de Tobe absorbe la Villa de Haramachi.
- 2005: el 1° de enero el Pueblo de Tobe absrobe la Villa de Hirota.

En un principio se planteó la fusión del Distrito de Iyo (a la cual pertenece) con la Ciudad de Iyo. Pero debido a que la ruta principal para el Pueblo de Tobe y la Villa de Hirota fueron las rutas nacionales 33 y 379; y para las demás localidades lo fue la Ruta Nacional 56, esta opción fue rápidamente descartada.
Lo que fue la Villa de Hirota tenía una población sustancialmente inferior en comparación al Pueblo de Tobe, por lo que no vio otra opción que seguir los pasos de esta última, a la que estaba comunicada mediante rutas nacionales. Para acceder a lo que fue el Pueblo de Nakayama, en la actualidad parte de la Ciudad de Iyo, se debía atravesar una zona montañosa que complicaba la comunicación entre ambas.
En un principio, el chocho (町長 chōchō?) Akiji Takaichi (高市昭次 Taka'ichi Akiji?) sostuvo la fusión con la Villa de Hirota, posteriormente se generó un movimiento a favor de la absorción por parte de la Ciudad de Matsuyama, que llevó a Tsuyoshi Nakamura (中村剛志 Nakamura Tsuyoshi?) a presentarse como candidato a chocho en las elecciones. Nakamura derrotó a Takaichi, pero paradójicamente, el Pueblo de Tobe finalmente optó por absorber la Villa de Hirota.

## Origen del nombre
En la zona se extraía la piedra de afilar de gran calidad denominada Piedra Tobe (砥部石 Tobe-ishi?), y un distrito del pueblo se denominaba Toyama (砥山?). Pero con el tiempo se empezó a hacer referencia a un área mucha más amplia como Tobe (砥部?) .

## Accesos

### Ruta
- Ruta Nacional 33
- Ruta Nacional 379